# Anaïs Bescond
Anaïs Amanda Yolaine Bescond (Aunay-sur-Odon, 15 maggio 1987) è un'ex biatleta francese, campionessa olimpica nella staffetta mista a Pyeongchang 2018 e campionessa mondiale nella medesima specialità a Oslo 2016.

## Biografia

### Stagioni 2004-2011
Anaïs Bescond, attiva dalla stagione 2003-2004, ai Mondiali juniores di Val Martello 2007 ha vinto la medaglia d'argento nella staffetta e quella di bronzo nell'individuale e nella sprint e ha esordito in Coppa del Mondo il 10 marzo dello stesso anno a Oslo Holmenkollen in sprint (60ª); ai Mondiali juniores di Ruhpolding 2008 ha nuovamente conquistato la medaglia d'argento nella staffetta.
Nel 2011 ha ottenuto il primo podio in Coppa del Mondo, il 6 gennaio a Oberhof in staffetta (2ª), e ha esordito ai Campionati mondiali: a Chanty-Mansijsk 2011 ha conquistato la medaglia d'argento nella staffetta e si è classificata 16ª nell'individuale, 28ª nella sprint, 20ª nell'inseguimento e 21ª nella partenza in linea.

### Stagioni 2012-2019
Ha ottenuto la prima vittoria in Coppa del Mondo il 21 gennaio 2012 ad Anterselva in staffetta e ai successivi Mondiali di Ruhpolding 2012 ha nuovamente vinto la medaglia d'argento nella staffetta e si è piazzata 53ª nell'individuale, 19ª nella sprint, 28ª nell'inseguimento e 17ª nella partenza in linea; l'anno dopo ai Mondiali di Nové Město na Moravě 2013 è stata 48ª nell'individuale, 20ª nella sprint, 23ª nell'inseguimento, 14ª nella partenza in linea e 6ª nella staffetta. Il 16 gennaio 2014 ha ottenuto ad Anterselva in sprint la sua unica vittoria individuale in Coppa del Mondo e ai successivi XXII Giochi olimpici invernali di Soči 2014, suo esordio olimpico, si è classificata 5ª nell'individuale, 5ª nella sprint, 11ª nell'inseguimento, 10ª nella partenza in linea, 5ª nella staffetta mista e non ha concluso la staffetta.

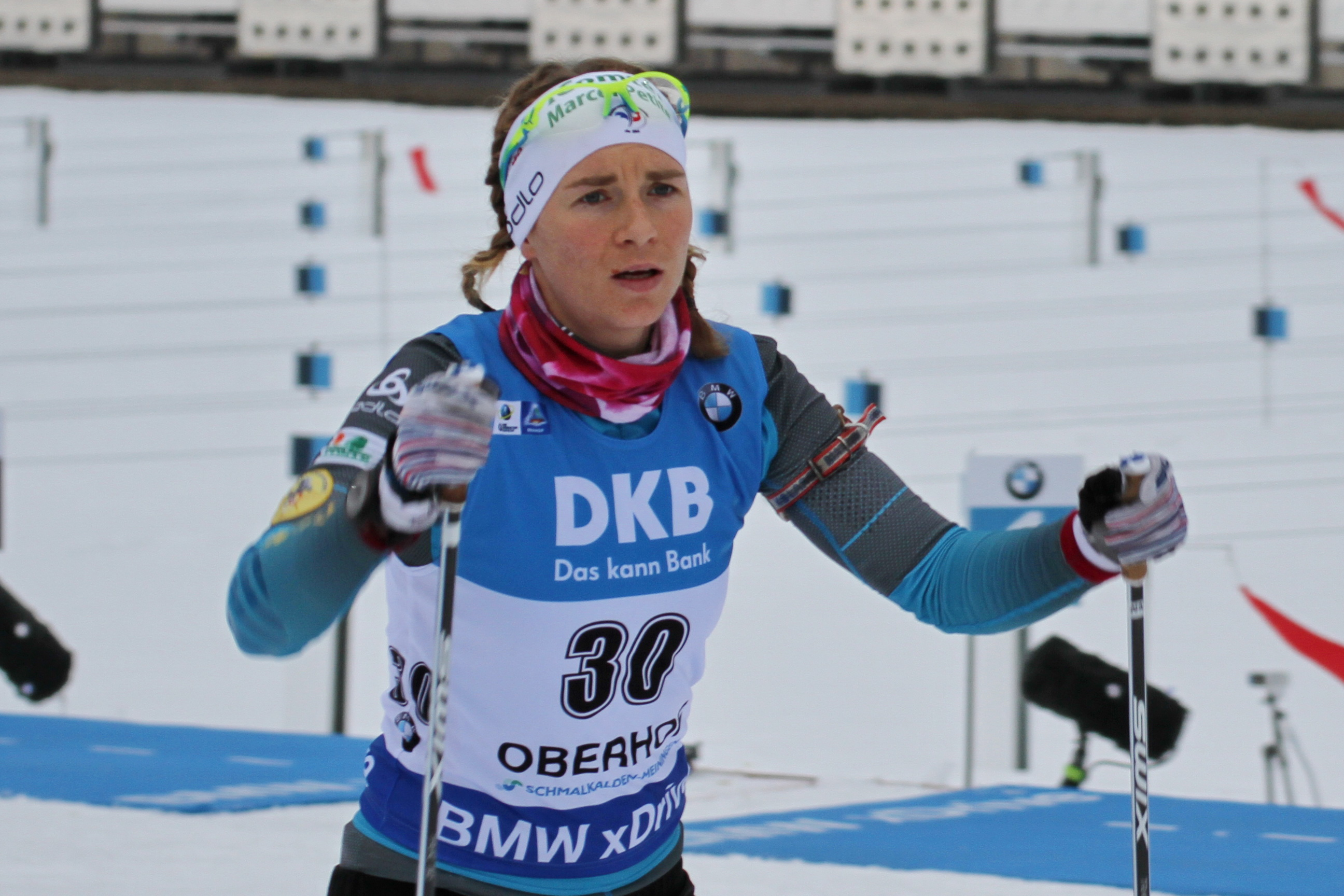
Anaïs Bescond in gara a Oberhof nel 2018

Ai Mondiali di Kontiolahti 2015 ha vinto la medaglia d'argento nella staffetta e nella staffetta mista e si è piazzata 7ª nell'individuale, 55ª nella sprint e 9ª nella partenza in linea; a quelli di Oslo 2016 ha conquistato la medaglia d'oro nella staffetta mista, quella d'argento nell'individuale e nella staffetta ed è stata 12ª nella sprint, 12ª nell'inseguimento e 5ª nella partenza in linea. Ai Mondiali di Hochfilzen 2017 si è classificata 53ª nella sprint; ai XXIII Giochi olimpici invernali di Pyeongchang 2018 ha vinto la medaglia d'oro nella staffetta mista, quella di bronzo nell'inseguimento e nella staffetta e si è piazzata 31ª nell'individuale, 19ª nella sprint e 17ª nella partenza in linea.

### Stagioni 2020-2022

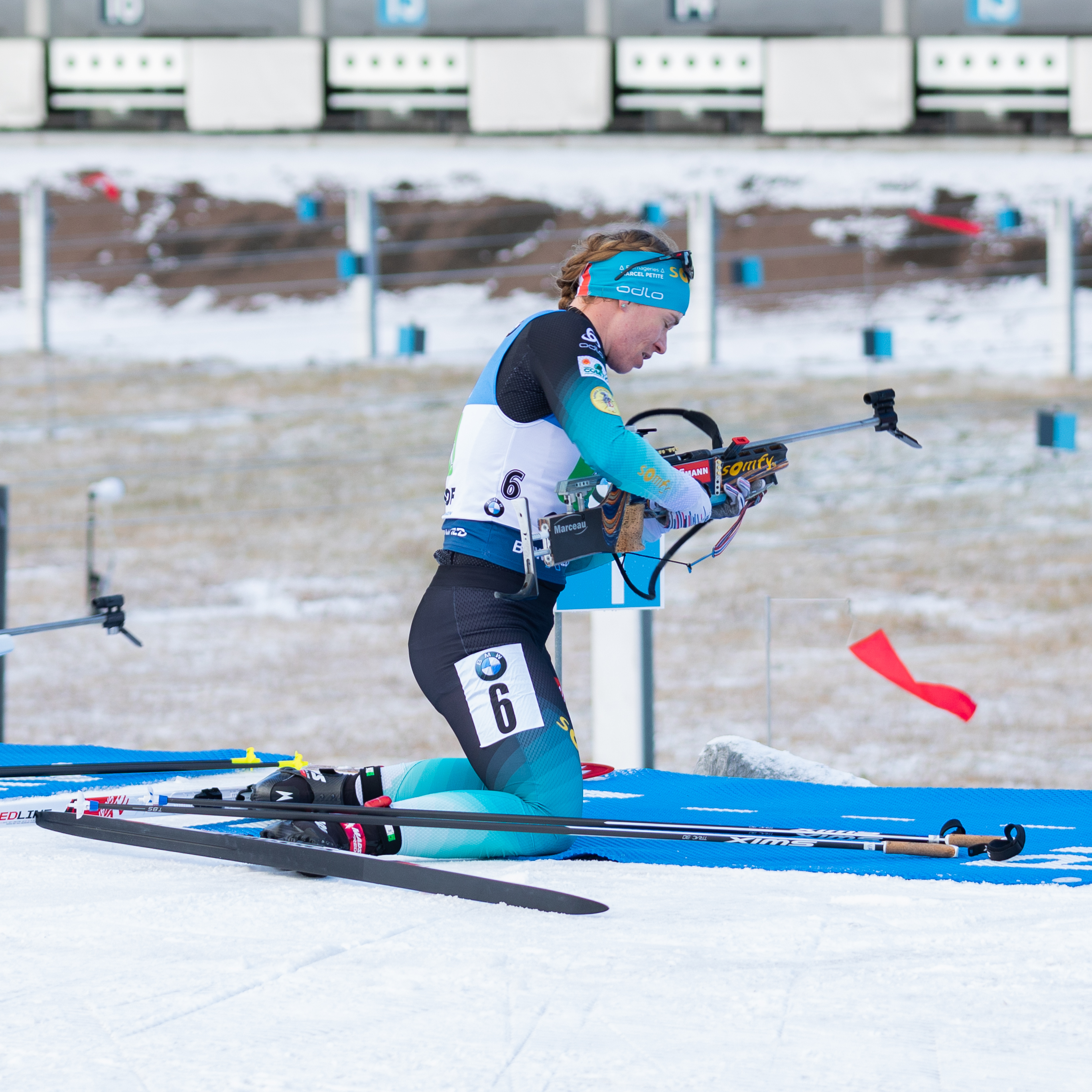
Anaïs Bescond in gara a Oberhof nel 2020

Ai Mondiali di Anterselva 2020 ha vinto la medaglia di bronzo nella staffetta mista ed è stata 52ª nell'individuale, 20ª nella sprint, 11ª nell'inseguimento, 10ª nella partenza in linea e 14ª nella staffetta; a quelli di Pokljuka 2021, sua ultima presenza iridata, si è classificata 18ª nell'individuale, 34ª nella sprint, 36ª nell'inseguimento, 23ª nella partenza in linea e 8ª nella staffetta.
In Coppa del Mondo ha ottenuto l'ultima vittoria il 5 dicembre 2021 a Östersund in staffetta e l'ultimo podio il 22 gennaio 2022 ad Anterselva nella medesima specialità (3ª); ai successivi XXIV Giochi olimpici invernali di Pechino 2022, sua ultima partecipazione olimpica, si è piazzata 20ª nell'individuale, 9ª nella sprint, 27ª nell'inseguimento, 29ª nella partenza in linea e 6ª nella staffetta. Si è ritirata al termine di quella stessa stagione 2021-2022 e la sua ultima gara in carriera è stata la partenza in linea di Coppa del Mondo il 20 marzo a Oslo Holmenkollen, chiusa dalla Bescond al 28º posto.

## Palmarès

### Olimpiadi
- 3 medaglie:

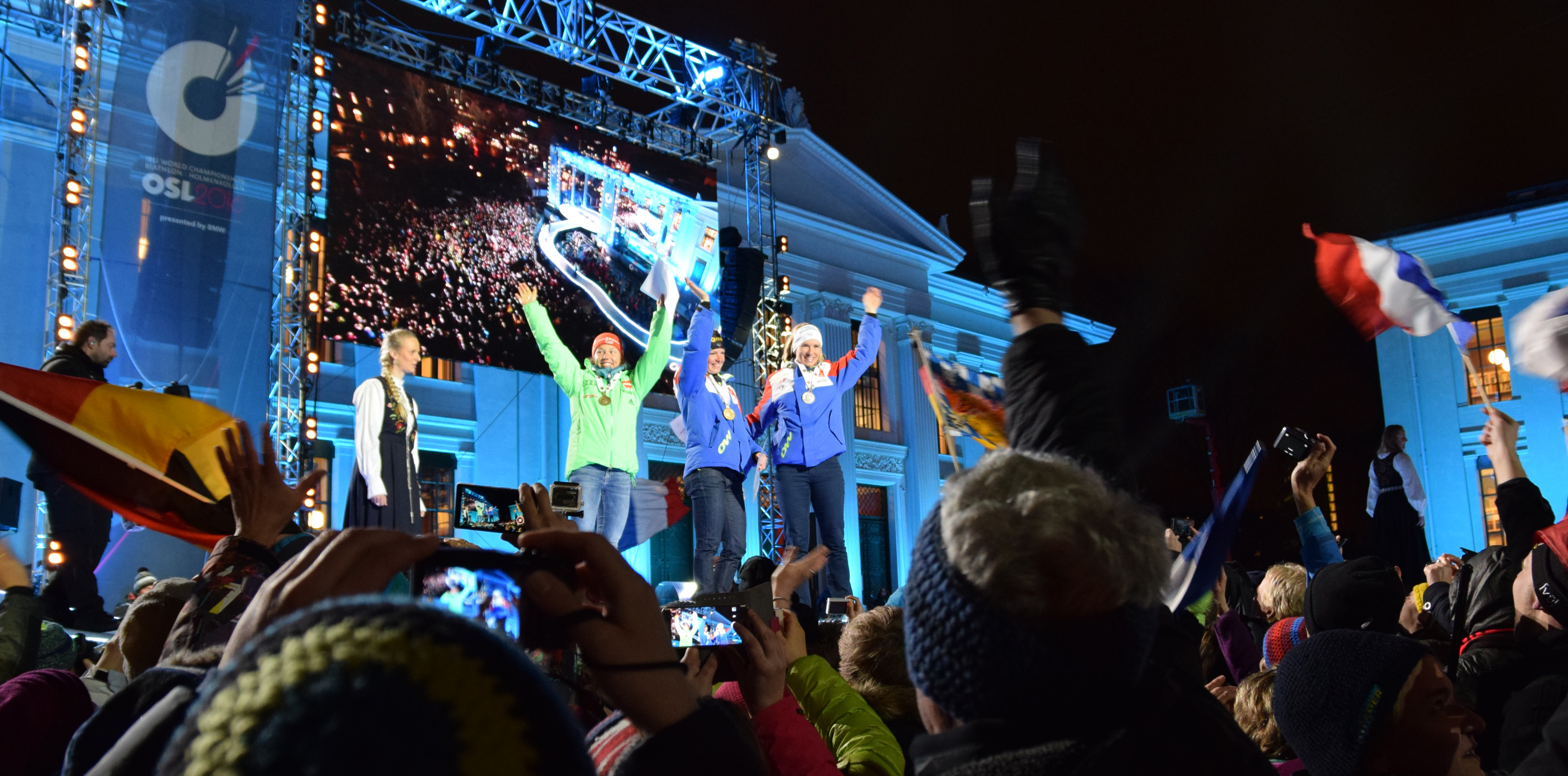
Anaïs Bescond (argento, a destra) sul podio dell'individuale dei Mondiali di Oslo 2016 assieme a Laura Dahlmeier (bronzo, a sinistra) e Marie Dorin (oro, al centro)

  - 1 oro (staffetta mista a Pyeongchang 2018)
  - 2 bronzi (insegumento, staffetta a Pyeongchang 2018)

### Mondiali
- 8 medaglie:
  - 1 oro (staffetta mista[1] a Oslo 2016)
  - 6 argenti (staffetta[1] a Chanty-Mansijsk 2011; staffetta[1] a Ruhpolding 2012; staffetta[1], staffetta mista[1] a Kontiolahti 2015, individuale[1]; staffetta[1] a Oslo 2016)
  - 1 bronzo (staffetta mista individuale[1] ad Anterselva 2020)

### Mondiali juniores
- 4 medaglie:
  - 2 argenti (staffetta a Val Martello 2007; staffetta a Ruhpolding 2008)
  - 2 bronzi (individuale, sprint a Val Martello 2007)

### Coppa del Mondo
- Miglior piazzamento in classifica generale: 7ª nel 2018
- 46 podi (12 individuali, 34 a squadre), oltre a quelli conquistati in sede iridata e validi anche ai fini della Coppa del Mondo:
  - 12 vittorie (1 individuale, 11 a squadre)
  - 17 secondi posti (7 individuali, 10 a squadre)
  - 17 terzi posti (4 individuali, 13 a squadre)

#### Coppa del Mondo - vittorie
| Data             | Località          | Nazione   | Spec.                                                          |
| ---------------- | ----------------- | --------- | -------------------------------------------------------------- |
| 21 gennaio 2012  | Anterselva        | Italia    | RL (con Marie-Laure Brunet, Sophie Boilley e Marie Dorin)      |
| 10 febbraio 2012 | Kontiolahti       | Finlandia | MX (con Sophie Boilley, Jean-Guillaume Béatrix e Vincent Jay)  |
| 16 gennaio 2014  | Anterselva        | Italia    | SP                                                             |
| 30 novembre 2014 | Östersund         | Svezia    | MX (con Anaïs Chevalier, Simon Fourcade e Martin Fourcade)     |
| 24 gennaio 2016  | Anterselva        | Italia    | RL (con Justine Braisaz, Anaïs Chevalier e Marie Dorin)        |
| 12 marzo 2017    | Kontiolahti       | Finlandia | MX (con Marie Dorin, Simon Desthieux e Quentin Fillon Maillet) |
| 7 gennaio 2018   | Oberhof           | Germania  | RL (con Anaïs Chevalier, Célia Aymonier e Justine Braisaz)     |
| 17 marzo 2018    | Oslo Holmenkollen | Norvegia  | RL (con Anaïs Chevalier, Célia Aymonier e Marie Dorin)         |
| 2 dicembre 2018  | Pokljuka          | Slovenia  | MX (con Justine Braisaz, Martin Fourcade e Simon Desthieux)    |
| 19 gennaio 2019  | Ruhpolding        | Germania  | RL (con Julia Simon, Justine Braisaz e Anaïs Chevalier)        |
| 25 gennaio 2020  | Pokljuka          | Slovenia  | SMX (con Émilien Jacquelin)                                    |
| 5 dicembre 2021  | Östersund         | Svezia    | RL (con Anaïs Chevalier, Julia Simon e Justine Braisaz)        |

Legenda:

SP = Sprint

RL = Staffetta

MX = Staffetta mista

SMX = staffetta singola mista